# バヌアレブ島
バヌアレブ島（バヌアレブとう、Vanua Levu）は、フィジーの島。面積人口ともにビティレブ島に次ぐフィジー第2の島である。面積5,587.1 km²、人口13万人。

## 地理

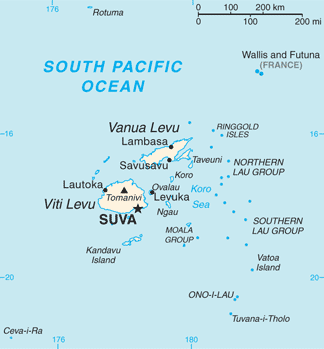
バヌアレブ島の位置

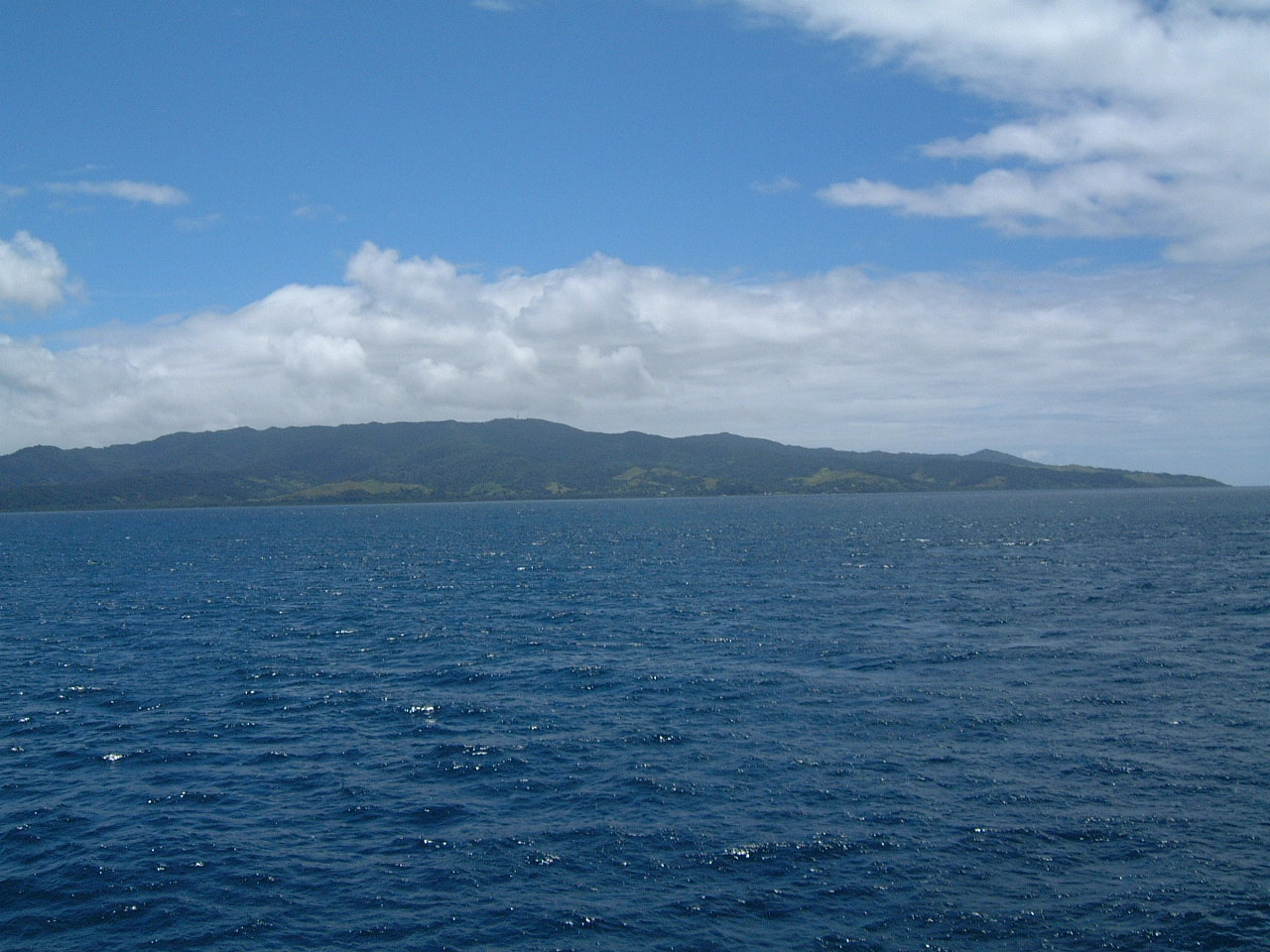
バヌアレブ島

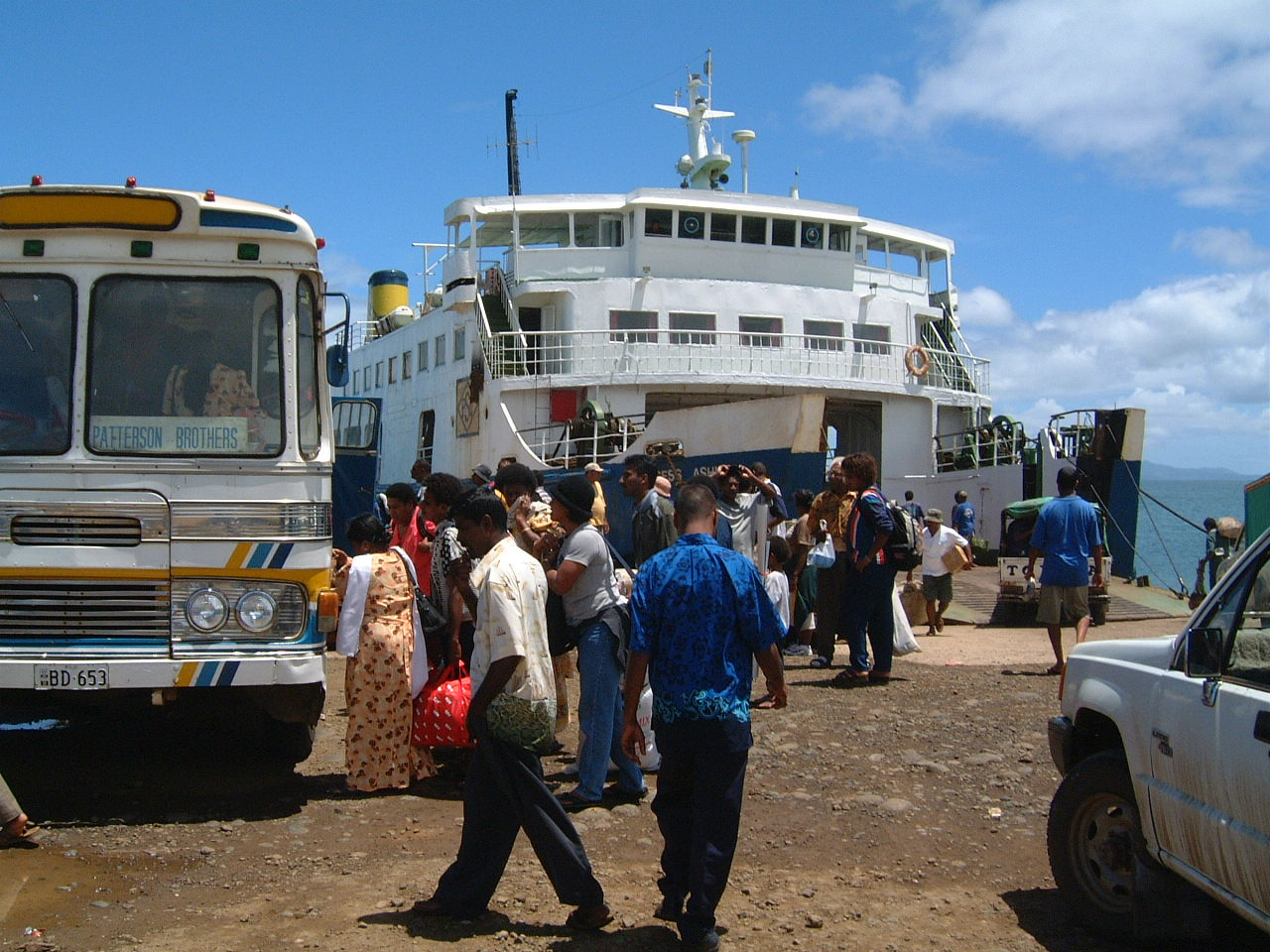
島南西端のナンボウワル港のバスとフェリー

島は東西180km、南北50kmで東西に細長く伸びている。島の最高峰は1111m。東西に脊梁山脈が伸びており、南東からのモンスーンがぶつかって降雨をもたらすため、サブサブ等南部は湿潤であり、一方ランバサなど北部はやや乾燥しており、これが島の主要産物であるサトウキビの生育に向いている。
北部沿岸には世界で3番目に長い堡礁が発達しており、サンゴ礁のほかに海草の藻場とマングローブも多い。一帯の海域には多数のアオウミガメおよびタイマイ、オサガメ、アカウミガメなどのウミガメ、タマカイ、メガネモチノウオ、カンムリブダイなどの魚類、そして軟体動物、甲殻類、ナマコが生息しており、2018年にラムサール条約登録地となった。
島の中心都市は北部海岸中央部のランバサであり、ついで南部中央部のサブサブが次ぐ。ランバサは人口27000人で、島の政治経済の中心であるとともにラウトカと並ぶフィジーの砂糖産業の中心地であり、インド人が多く住む。サブサブは人口5000人で、島の観光の中心であり、ヨットやダイビングを楽しむ観光客でにぎわう。島の中心産業は砂糖産業であり、島内のサトウキビ畑からランバサで精糖され、輸出されていく。近年ではサブサブ中心の観光業も伸びてきている。
バヌアレブ島は西のブア州、北東のマクアタ州、南東のカカウドロヴェ州の3地区に分かれ、すべてがランバサを州都とする北部地域に属している。

## 歴史
ヨーロッパ人ではじめてバヌアレブ島を発見したのはオランダのアベル・タスマンで、1643年のことだった。ついで1789年、バウンティ号の反乱によって追放されティモール島へと向かう途中のウィリアム・ブライ艦長がこの島近辺を通過し、1797年にはジェームズ・ウィルソン艦長もこの島を発見した。1805年には島西端のブア湾からビャクダンの輸出が開始されたが、1815年には枯渇し、以後は捕鯨船やナマコ商人が時折訪れるだけとなった。1860年にはオーストラリアとニュージーランドからの入植者がサブサブ近辺でココナッツ農園を開き、やがて地元のフィジー人たちもコプラ製造に乗り出して、大恐慌でコプラ価格が暴落する1930年代まで栽培は続いた。一方、北のランバサ近辺にはインド人が入植し、サトウキビ農園を開いてランバサの町を建設し、砂糖業を栄えさせた。